# WordPress
是一个以PHP和MySQL为平台的自由开源的博客软件和内容管理系统。WordPress具有插件架构和模板系统。截至2018年4月，排名前1000万的网站中超过30.6%使用WordPress。WordPress是最受欢迎的网站内容管理系统。全球有大約43%的網站都是使用WordPress架設網站的。WordPress是目前因特网上最流行的博客系统。WordPress在最著名的网络发布阶段中脱颖而出。至2018年7月，它被使用在超过7000万个站点上。
2003年5月27日，马特·查尔斯·穆伦维格（Matt Mullenweg）和Mike Little创建了b2/cafelog（一个博客系统）的一个分支，宣告了WordPress的诞生。截至2025年4月，5.9版本下载量超过1亿次。

## 特性
WordPress具有一个带模板处理器（template processor）的页面模板系统（web template system）。

### 主题
WordPress用户可以安装和切换主题。主题可让用户不改变博客内容和结构的情况下更改界面和WordPress站点的功能。主题可以在WordPress的“外观”管理工具中安装，或者通过FTP上传至主题文件夹。也可以通过编辑主题中的PHP和HTML代码自定义主题。

### 插件
WordPress的一个特性是它丰富的插件架构，插件能使用户和开发者扩展WordPress程序的功能。当前WordPress插件数据库中有超过18000个插件，包括SEO、控件等等。

### 多作者共同寫作和多博客共存
在WordPress 3.0之前，尽管多个在不同目录中的WordPress程序能被配置成使用不同的数据库，但此时程序仅支持一次部署建立一个博客。WordPress Multi-User（WordPress MU，或简称WPMU）从WordPress中分支，支持一次部署并建立多个博客，还能够被管理员统一管理。WordPress MU成功地使一个网站能够建立自己的博客社群，同时在一个控制面板中控制修改所有的博客。WordPress MU为每个博客建立了八个新数据表。
此后，WordPress MU合并到WordPress 3.0中。

### 移动设备
WordPress在WebOS、Android、iOS（iPhone、iPod Touch、iPad）、Windows Phone和BlackBerry上都有原生应用，支持WordPress管理面板中的功能并且能够管理WordPress.com上的博客和用WordPress建立的博客。

### 其他特性
WordPress也整合了統一的超級連結管理功能；一个為搜尋引擎而優化的永久連結（PermaLink）系統；對於文章可以進行嵌套的分類，同一文章也可屬於多個分類；支持使用標籤（Tags）；能產生適當的文字的格式和樣式的排版濾鏡；Trackback和Pingback的功能，使其他网站能够链接到文章；所見即所得的文章編輯器；生成和使用靜態頁面的功能；可以保存訪問過你的網誌的用戶列表；可以禁止來自一定IP段的用戶的訪問；支持自定義固定連結，對搜尋引擎更友善。
WordPress協助用戶建立自己的內容平台，具彈性與自由度。且不會因為內容發布平台的營運問題，造成內容消失(舉例來說，無名小站結束營運，未及時備份、移出的文章也隨著關站而消失)。
文章可從不同平台間搬移，例如可從其他的內容平台(blogger或Tumblr等)匯入文章至WordPress中，亦可將WordPress中的資料打包匯出。
不需要學習html或其他艱澀的程式語言，透過基本功能設定與文章編輯器，即可建構自己的部落格或網站，如果需要更多功能，可透過佈景主題或外掛進行擴充。
WordPress是持續更新的開源軟體，且在佈景主題與外掛上，有許多開發者投入、推陳出新，因此可以隨著個人或企業的成長，讓網站也持續保持良好狀態。

## 歷史
“b2/cafelog”（通常称作“b2”或“cafelod”）是WordPress的前身。 直至2003年5月，大約有2,000個網誌在使用它。它的作者是WordPress的開發者之一Michel Valdrighi。 b2/cafelog基於PHP語言和MySQL資料庫。b2/cafelog的另一个改进版b2evolution到2023年则只有不到0.1%的使用率。
WordPress的首次出現就是來自於Matt Mullenweg和Mike Little合力創作的一個b2/cafelog的分支版本。「WordPress」這個名字出自Christine Selleck的主意，他是主要開發者Matt Mullenweg的朋友。
2004年由於競爭對手Movable Type的公司Six Apart修改了軟體許可証條款，很多用戶遷移到WordPress，使得它越來越受到大眾的歡迎。
2008年4月，WordPress與內容搜尋引擎Sphere合作，優先在WordPress用戶文章底部推送WordPress的內容。
到了2009年10月，开源内容管理系统市场占用率报告指出WordPress在开源内容管理系统中最为有名。

### 奖项
2007年，WordPress赢得Packt的开源CMS奖。
2009年，WordPress赢得Packt最佳开源CMS奖。
2010年，WordPress赢得2010年开源项目最有名望CMS类奖。
2011年，WordPress赢得The Critters的年度开源Web应用奖。

### 移除商业主题
2007年7月10日，因为WordPress意见论坛和Mark Ghosh博客Weblog Tools Collection的一篇博文，Matt Mullenweg宣布官方WordPress主题目录将不再提供商业主题。尽管这被商业主题的设计师和用户批评，但是对于将此类主题视为骚扰的WordPress用户还是支持了这一决定。官方主题目录在宣告过后暂停接受新的主题，这包括了那些包含赞助链接的主题。商业主题和带赞助链接的主题仍能在第三方主题网站下载。
2008年7月18日，WordPress.org开放了新的主题目录，将主题和插件放在一起任何上传的主题都将先被机器审查，再人工审核。
2008年12月12日，因一些主题未遵循GPL协议，WordPress主题目录中删除了超过200个主题。现在，官方仅认可在主题中加入作者相关信息，而不允许增加赞助链接或与GPL冲突的主题。非GPL授权的主题被放在了其他主题网站上。

## 版本

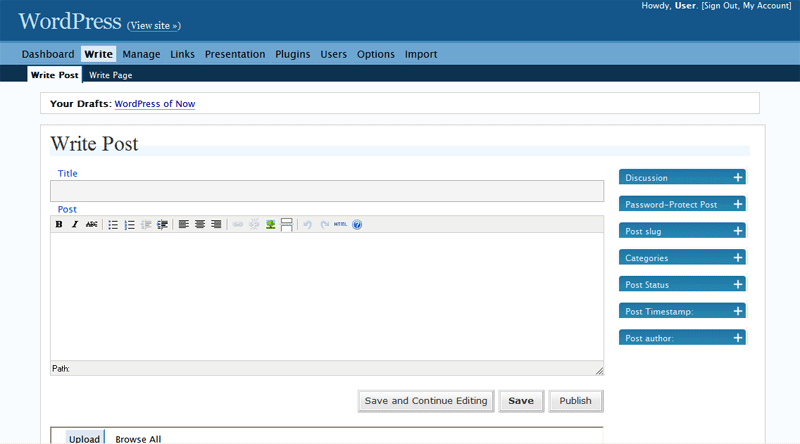
WordPress1系列的管理介面

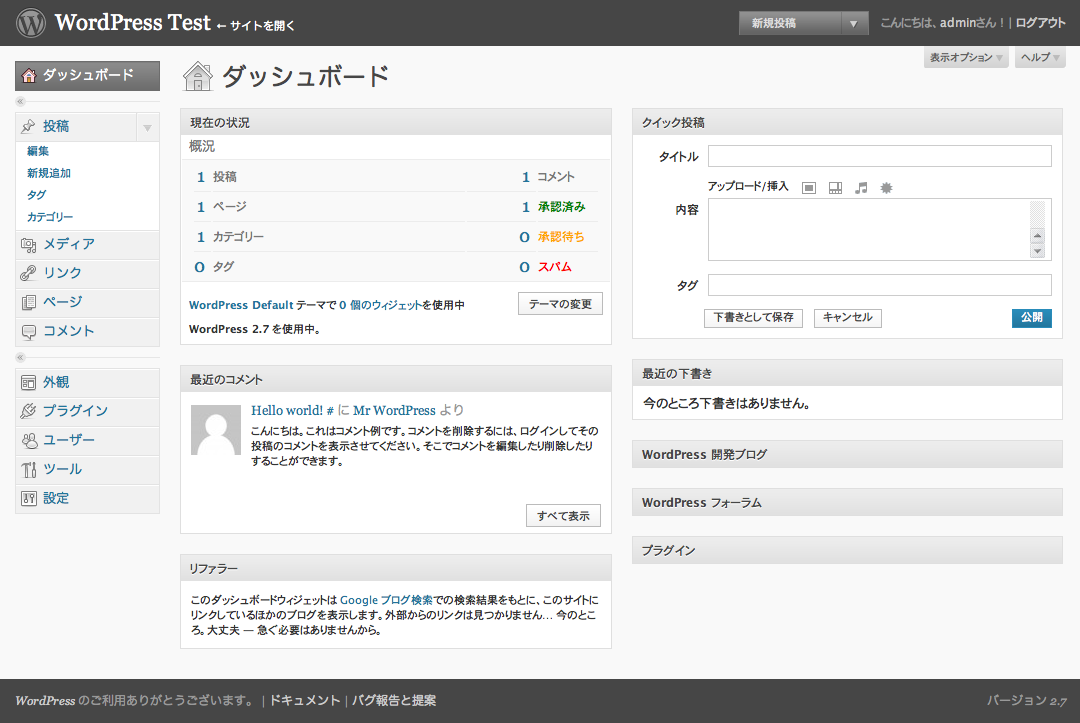
WordPress2.7版以後的管理介面

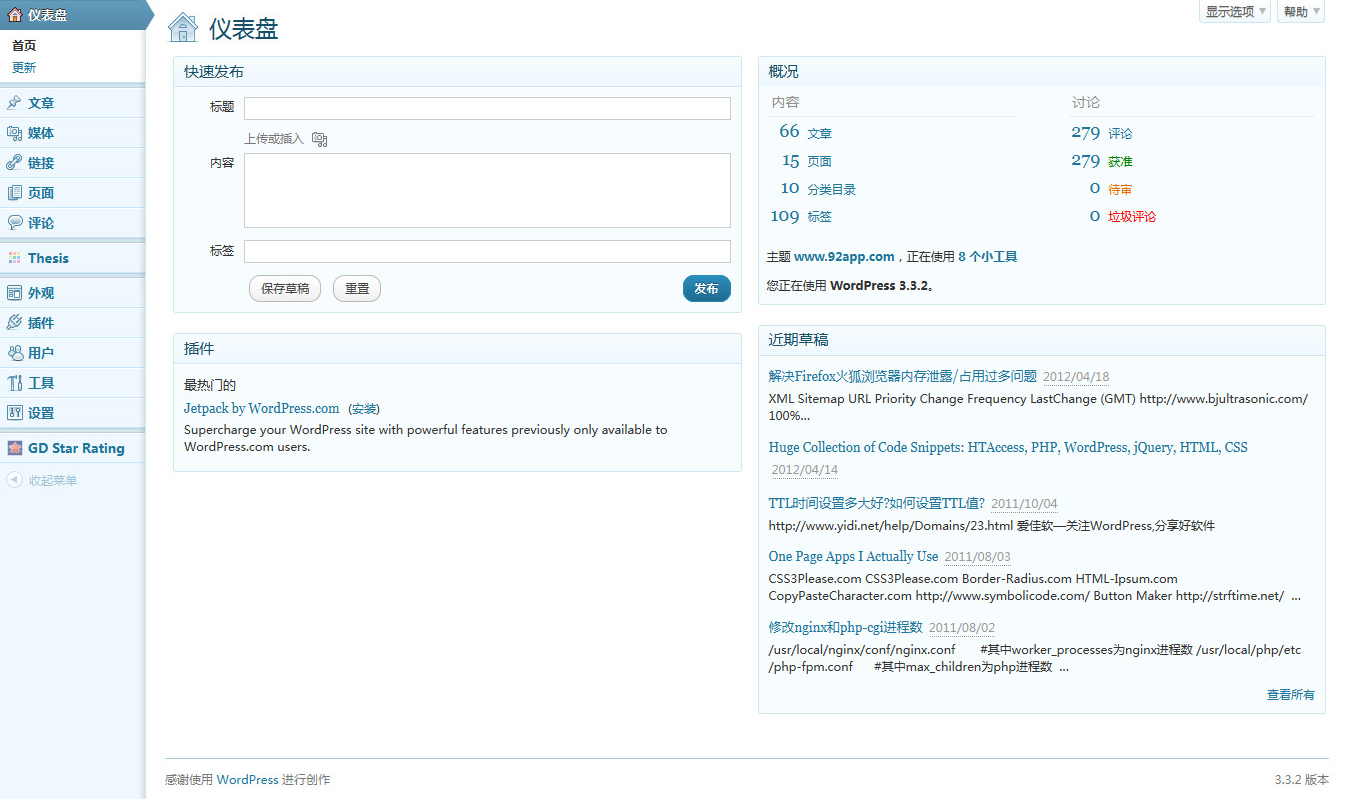
WordPress3.3版以後的管理介面

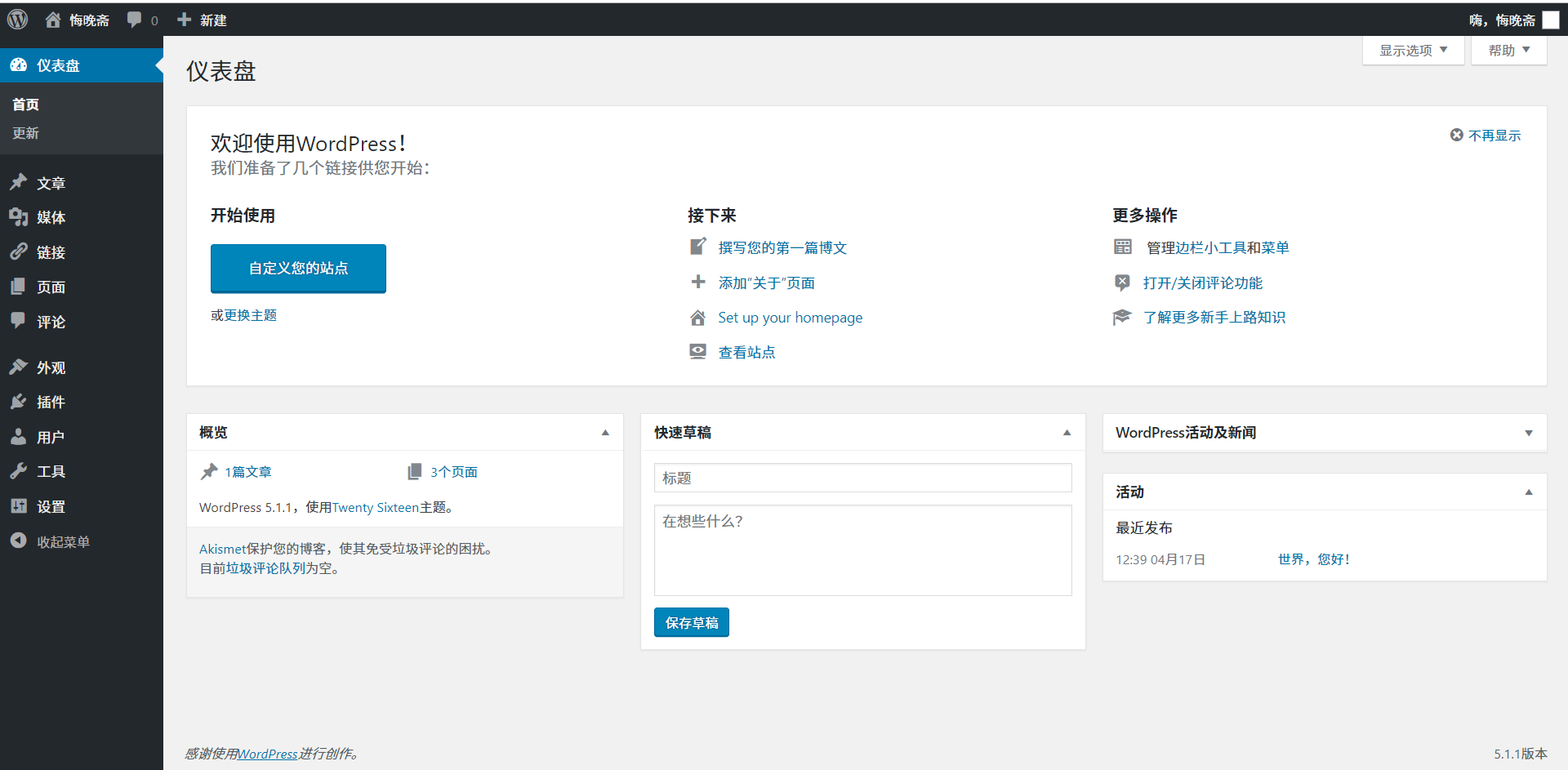
WordPress5.0版以後的管理介面

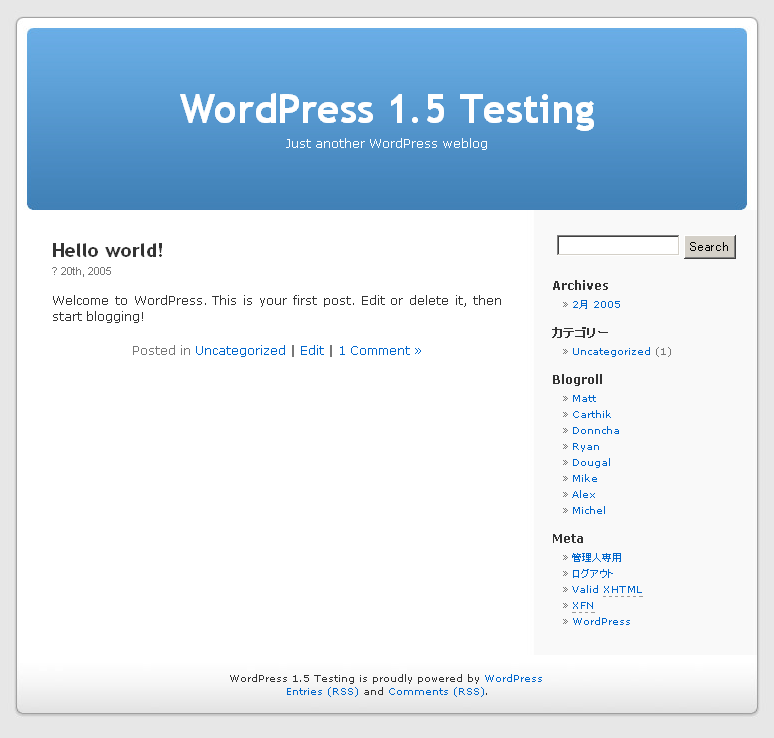
WordPress3.0版以前的預設主題介面

WordPress自1.0版之后使用著名的爵士音樂家的名字命名。舉例來說，WordPress 1.2的代號為Mingus（咆勃爵士樂中貝斯手Charles Mingus的姓）。 
| 图例： | 舊版本 | 舊版本，仍被支援 | 当前版本 | 最新预览版本 | 未来版本 |

| 版本号 | 开发代號   | 发布时间          | 详情 |
| ------ | ---------- | ----------------- | --- |
| 0.7    | 无         | 2003年5月27日     | 使用了原项目“b2/cafelob”的文件架构并且从其最后的版本号0.6开始。官方WordPress Release Archive page只有0.71-gold可以下载。 |
|        |            |                   | |
| 1.2    | Mingus     | 2004年5月22日     | 加入新功能：支援外掛;截至2011年WordPress发行时仍在使用相同的头部声明。 |
| 1.5    | Strayhorn  | 2005年2月17日     | 新增了一系列重要的新功能。其中一個是能夠管理靜態頁面。這使得用戶可以建立和編輯脫離傳統網誌的時間排列方式的頁面，這也是WordPress從簡單的網誌管理軟體成為一個全面的內容管理系統（CMS）的第一步。另一個新增功能是新的模板／主題系統，從而可以讓用戶輕鬆啟動和關閉“面板”（模板）。在WordPress還配備了新的預設模板（代號為Kubrick）設計者為Michael Heilemann。                                                             |
|        |            |                   | |
| 2.0    | Duke       | 2005年12月31日    | 加入了富文本編輯、圖片上傳和快速發布功能，改進管理工具和導入系統，以及徹底改變的後台管理介面。WordPress 2.0也為外掛開發者帶來了很多進步和改變。 |
| 2.1    | Ella       | 2007年1月22日     | 除了解決安全問題的一些更新以外，增加了重新設計的介面和增強的編輯工具（包括集成拼寫檢查和自動儲存），改進的內容管理選項，以及各種代碼和資料庫的優化。 |
| 2.2    | Getz       | 2007年5月16日     | 在模板中支援視窗小工具（Web widget），更新對Atom Feed的支持，以及速度上的優化。 |
| 2.3    | Dexter     | 2007年9月24日     | 內建了標籤（Tags）的支援，使用taxonomy作为分類系統，更新的通知功能，以及其他介面的改善。充分支援遵循發布協議的Atom 1.0。在WordPress 2.3還包括一些急需的安全性修正。 |
| 2.5    | Brecker    | 2008年3月29日     | 開發者跳過發行版2.4而直接發布2.5，所以2.5版包含算得上兩個版號更新的新代碼。此版本徹底重新設計的管理介面，甚至WordPress的官方網站也進行了重新設計以配合新的風格。 |
| 2.6    | Tyner      | 2008年7月15日     | 增加了許多新功能，使得WordPress成為一個更加強大的內容管理系統（CMS）：可以追踪每一篇文章和頁面的修改（比較適用於多人協作撰寫的網誌，以及從網路的任何地方發出文章的功能，以及改善了幾十個2.5版開始導入的新功能。 |
| 2.7    | Coltrane   | 2008年12月11日    | 重新設計了後台介面，更加合理的佈局和更多方便的功能，比起2.6版本，2.7版本在寬螢幕上顯示就漂亮許多了。控制板模組化，可以隨意組合、隱藏、顯示套件，快速發布功能，線程化可分頁評論，直接在控制板裡回覆評論，直接安裝外掛，增加了自動升級WordPress功能。 |
| 2.8    | Baker      | 2009年6月10日     | 速度提升，管理介面內加入自動化安裝主題的功能，加入支持代碼高亮CodePress編輯器和重新設計的Widget介面。 |
| 2.9    | Carmen     | 2009年12月19日    | 内建編輯圖片功能，回收站，批量升級插件，修復、優化MySQL數據庫等功能。支持全局回退。大量的底層調整。 |
|        |            |                   | |
| 3.0    | Thelonious | 2010年7月17日     | 增加了新的主题API，并提供了一個叫“Twenty Ten”的主題，並附帶新主題的API；將Wordpress MU合併到Wordpress之中，提供了建立多網站的功能；大量的底層調整。 此后WordPress每年都发布以该年份命名的官方主题，下表不再赘述。 |
| 3.1    | Reinhardt  | 2011年2月24日     | 当管理员登录时，在所有博客页面上显示管理栏，增加“文章形式”功能，类似于Tumblr的轻博客特性。更易于管理评论和更新。引入了全新設計的連結方式，流式写作界面。導入和導出系統的改造、分類法進階查詢等功能。 |
| 3.2    | Gershwin   | 2011年7月5日      | 停止支援PHP 4和MySQL 4，优化WordPress的性能。发布于3.1版后4月，反映着WordPress社群的壮大。 |
| 3.3    | Sonny      | 2011年12月12日    | 使初學者與平板電腦的用戶編輯更簡便 |
| 3.4    | Green      | 2012年6月13日     | 可自訂佈景主題及頁首；支援Twitter和其他小改动。 |
| 3.5    | Elvin      | 2012年12月11日    | 支持Retina显示屏，颜色选择器。改进图片流。 全新的媒体管理器，并首次移除了链接管理器。 |
| 3.6    | Oscar      | 2013年8月1日      | 改进UI；查看差异；自动保存等 |
| 3.7    | Basie      | 2013年10月24日    | 加入背景自動套用維護及安全性更新、自動更新語言檔案等功能 |
| 3.8    | Parker     | 2013年12月12日    | 新主题：Twenty Fourteen |
| 3.9    | Smith      | 2014年4月16日     | 此次更新包括实时小工具预览和新的主题安装程序等新内容。 新的可视化编辑器在速度、可用性、移动支持方面都有了进步。 裁剪和旋转工具更易访问，在您编辑文章时修改图像相比以往更加便捷。您也可在编辑器中缩放图像。 |
|        |            |                   | |
| 4.0    | Benny      | 2014年9月4日      | 新的上傳管理介面，支援嵌入影片，功能更多的編輯器，外掛程式搜尋功能改進。 |
| 4.1    | Dinah      | 2015年1月8日      | 新增專心寫作模式、簡易語言切換、Vine 嵌入與推薦安裝的外掛。 |
| 4.2    | Powell     | 2015年4月29日     | 全新「發表至網誌」工具、支援延伸的字元集、支援表情符號、提升自訂功能、支援更多崁入內容與更順暢的更新外掛。 |
| 4.3    | Billie     | 2015年8月19日     | 新增選單自訂器、格式化捷徑、自訂網站圖示、提升密碼安全與改進行動裝置瀏覽顯示。 |
| 4.4    | Clifford   | 2015年12月12日    | 改善圖片顯示、即時嵌入預覽、後台機制強化。 |
| 4.5    | Coleman    | 2016年4月13日     | 改善編輯功能、即時自適應版面預覽、自定網站標誌與強化自訂功能。 |
| 4.6    | Pepper     | 2016年8月18日     | 勾點內的多項更新。 視覺化外掛、主題等更新、使用原生字體加速文字載入、增加文章編輯連結快速修正機制與提升外掛的穩定性。 |
| 4.7    | Vaughan    | 2016年12月7日     | Content Endpoints API 整進核心。PDF 檔案提供預覽圖片。自訂介面 (Customizer) 的改良。自訂 CSS 編輯器的加強。 |
| 4.8    | Evans      | 2017年6月8日      | 下一代編輯器。進化的可視連結功能「連結邊界」，三個新的媒體小工具：包含圖片、音訊和影片小工具。還有支援視覺編輯的加強版文字小工具。停止支援微軟IE瀏覽器版本8, 9, 10。 |
| 4.9    | Tipton     | 2017年11月16日    | 改善自訂主題的體驗，加入文章排程發佈、設計預覽連結、自動儲存修訂、主題瀏覽、改善選單功能，以及語法高亮度顯示。加入新的藝廊小工具和更新文字小工具「新增媒體」功能。當使用主題跟外掛編輯器，儲存檔案發生程式碼錯誤時，會提示警告並不儲存。 |
| 5.0    | Bebo       | 2018年12月6日     | url=https://tw.wordpress.org/plugins/gutenberg/%7Ctitle=「古騰堡」Gutenberg%7Caccess-date=2019-02-17%7Carchive-date=2022-05-18%7Carchive-url=https://web.archive.org/web/20220518100728/https://tw.wordpress.org/plugins/gutenberg/}。 另外若想使用已被移除的. [2019-02-17]. （原始内容存档于2022-05-17）.，使用者可以到安裝外掛的介面瀏覽安裝。                                                                   |
| 5.1    | Betty      | 2019年2月21日     | 新增站點健康功能，並開始向PHP過期版本的網站管理員發布通知。另外，如果新外掛安裝時，發現PHP版本不適用，將會阻止安裝。提升編輯器的可靠度及效率，打字應該感覺更順暢。 |
| 5.2    | Jaco       | 2019年5月7日      | 基于在5.1中引入的站点健康功能，这次发布加入了两个新页面，帮助网站站长调试常见的配置问题。此发布还加入了让开发者显示调试信息给站点维护者的空间，并能够让站长在不需要开发者协助的情况下，安全地修正及管理致命错误。这个功能特别针对所谓“白屏死机（white screen of death）”的情况，并提供了进入能够暂停造成错误的插件或主题的恢复模式的方式。                                                                         |
| 5.3    | Kirk       | 2019年11月12日    | 这次更新对区块编辑器有超过150个新功能和可用性改进，并针对无障碍人群进行了优化。 新版本提升了扩展设计弹性，带来了更多用于创建令人赞赏的设计的强大工具。 实现了在9年前即被提出的自动图像旋转——在上传时依据内嵌的方向数据旋转图片。 在带来了众多改进的同时，完整支持了PHP 7.4。 |
| 5.4    | Adderley   | 2020年3月31日     | 添加了“社交圖示和按鈕”區塊，改進了區塊自定義和用戶界面，增加了個人數據匯出功能，選單項目的自定欄位，為開發人員改進了區塊。 |
| 5.5    | Eckstine   | 2020年8月11日     | 添加了延遲加載圖像，預設情況下的XML站點地圖，對外掛和佈景主題的自動更新以及對. [2022-01-17]. （原始内容存档于2022-01-18）.的改進。 |
| 5.6    | Simone     | 2020年12月8日     | 添加了更好的視頻字幕。 |
| 5.7    | Esperanza  | 2021年7月03月09日 | 修改了块编辑器：支持在更多的位置调整字体的大小；可复用块：即更新的时候这些都会与帖子一起保存；支持将块拖入到帖子内；全高对其；现已支持选择垂直或者水平布局，可以将按钮的宽度设置为预设的百分比；可以更改图标的大小。 现在，管理界面（WP Admin）有了一个新的调色板。 现已支持一键从“http”切换到“https”，同时WP会自动更新数据库中的URL。 现在，有了一个新的机器人API。 更新到jQuery 3.5.1。 “iframe”可以延迟加载了。 |
| '5.8'  | Tatum      | 2021年7月20日     | 三大核心动力：使用块管理小不会、显示带有新的块和模式的帖子、编辑帖子周边的模板。 三个工作流程助手：页面结构概述、块的建议、样式和图像着色。 以供开发者探索的内容：主题json、放弃对InternetExplorer 11的支持、添加对webp图像格式的支持、添加额外的块支持。 |

## 未来
WordPress 3.0版发布之后，开发团队采用了固定的开发周期以培养改进WordPress社群。WordPress 3.1随后发布于2011年2月。2011年7月4日发布了WordPress 3.2。并提高了最低支持的PHP和MySQL版本。

## 安全性問題
许多安全问题曾被发现，特别是在2007年和2008年。根据Secunia的报告，2009年4月WordPress中有7个已公布的被认作“不太紧急”的安全缺陷（总共32个）未被修复。Secunia维护着一个实时更新的WordPress缺陷列表。
2007年1月，几个使用AdSense的知名度较高的SEO博客与知名度较低的商业博客因为WordPress的缺陷而被攻击和利用。WordPress 2.1.1一个问题导致了网站的网络服务器可被植入恶意的后门代码。随后的2.1.2版修复了这一问题;并建议所有用户迅速更新到这一版本。
2007年5月，一个研究认为98%的WordPress博客已经不再被项目支持，所以可以被注入恶意代码。为了解决这个问题，WordPress使升级软件变得更加容易，在2008年12月发布的版本，只需要“一次点击”即可。然而，无规律的发布周期让服务器管理员依旧面对着安全问题，并且这种升级方式需要开放文件系统的权限设置，也增加了额外的风险。
在2007年6月的一个采访中，Stefan Esser，PHP Security Response Team的创始人，批评了WordPress的安全记录，批评了程序的架构使其难以解决SQL注入 以及其他缺陷。
个人能通过安装WordPress的安全插件，如 Better WP Security （页面存档备份，存于）、WP Security Scan （页面存档备份，存于） 以获得更好的安全性。用户也能通过使用最新版的软件、插件和主题，仅使用被信任的主题和插件，重命名默认的管理员账户来规避安全风险。修改站点的.htaccess文件也可避免几种类型的SQL注入攻击和访问未授权文件的攻击。
2018年，即使使用者向官方回報漏洞，官方還是可能繼續置之不理，直到這個漏洞被公開，才會迫使官方紧急釋出更新版本。

## 主要開發者
馬特·查爾斯·穆倫維格和Mike Little是這個項目的共同創辦人。WordPress的主要的開發者是Ryan Boren、Matthew Mullenweg、Mark Jaquith、Andrew Ozz、Peter Westwood和Andrew Nacin。
WordPress也由社群开发，他们中包括了測試者。测试者测试每日版本、测试版本及发布候选版本，并将發現的錯誤和問題提交到特殊的郵件列表，或是提交到WordPress項目的Trac平台上。
雖然WordPress有很大一部分是由它的愛好者團體所開發和維護的，但WordPress也与Automattic公司有著密切的聯繫。Automattic由Matt Mullenweg创立。2010年9月9日，Automattic将WordPress商标赠送给新建的WordPress基金会。WordPress基金会是一个支持WordPress.org及其上的软件、插件和商标及bbPress和BuddyPress的联盟组织。

### WordCamp爱好者及开发人员大会
“WordCamp”指的是所有与WordPress相关的集合，包括非会议和正式会议。WordCamp 2006是召开的第一次会议，举办于2006年8月的旧金山，持续了几乎一天并有超过500人出席。第一次在旧金山外召开的WordCamp在2007年9月的北京举办。从那时起，有超过150个WordCamps组织遍布全球，开展活动的时间接近一星期。WordCamp San Francisco，是一个年度的时间，仍旧是官方WordCamp爱好者及开发人员大会

### 支持
作为自由及开放源代码软件平台，WordPress依赖于互助。主要的支持站点是WordPress.org。

## 外部連結
- 官方网站
- 维基共享资源上的相關多媒體資源：WordPress